# أبامكتين
أبامكتين (بالإنجليزية: abamectin)‏ هو طارد للحشرات والديدان، يستخدم على نطاق واسع.[بحاجة لمصدر]

## الكيمياء
أبامكتين هي مزيج من الأفيرميكتن أفيرميكتن تحتوي على أكثر من 80٪ أفيرميكتن B1A وأقل من 20٪ B1b أفيرميكتن. هذين العنصرين، B1A وB1b لها خصائص بيولوجية وسمية متشابهة جدا. وavermectins هي مركبات طاردة للحشرات وطاردة للديدان مشتق من مرق مخمر في المختبر من بكتيريا التربة avermitilis السبحية مختلفة. أبامكتين هو نتاج تخمير طبيعي لهذه البكتيريا.

## الفعالية
أبامكتين هو مبيد حشري فضلا عن كونه قاتل للقراد وللديدان.

## الاستخدام
يستخدم أبامكتين للسيطرة على الآفات الحشرية والسوس الزراعي للفواكه والخضروات والمحاصيل، ويتم استخدامه من قبل أصحاب المنازل من أجل السيطرة على نمل النار. كما يستخدم أبامكتين كطارد للديدان في الطب البيطري.

## وصلات خارجية
- Crop Protection Database: Learn more about abamectin